# STS-60
是历史上第五十九次航天飞机任务，也是發現號太空梭的第十八次太空飞行。

## 任务成员
- 查尔斯·伯尔登（Charles F. Bolden，曾执行、以及任务），指令长
- 肯内斯·雷特勒（Kenneth S. Reightler，曾执行以及任务），飞行员
- 简·戴维斯（Jan Davis，曾执行、以及任务），任务专家
- 罗纳德·赛加（Ronald M. Sega，曾执行以及任务），任务专家
- 张福林（Franklin Chang-Diaz，曾执行、以及任务），任务专家
- 谢尔盖·克里卡列夫（Sergei Krikalev，俄罗斯宇航员，曾执行联盟TM-7、和平号EO-4、联盟TM-12、和平号LD-3、联盟TM-31、远征1号、联盟TMA-6以及远征11号任务），任务专家，任务专家